# Anna Szczepańska-Dudziak
Anna Szczepańska-Dudziak – polska historyczka, doktor habilitowana nauk humanistycznych, specjalistka w zakresie historii stosunków międzynarodowych, wykłada na Uniwersytecie Szczecińskim.

## Życiorys
Anna Szczepańska-Dudziak ukończyła studia na Uniwersytecie Szczecińskim, gdzie od 1990 pracuje w Instytucie Historii i Stosunków Międzynarodowych. Doktoryzowała się w 1998 na podstawie pracy Czechosłowacja w polskiej polityce zagranicznej w latach 1918–1933 (promotor: Janusz Faryś). Habilitację uzyskała w 2012, przedstawiając dzieło Warszawa-Praga 1948–1968: Od nakazanej przyjaźni do kryzysu.
Jej zainteresowania badawcze koncentrują się na historii stosunków międzynarodowych oraz polskiej polityce zagranicznej i dyplomacji, szczególnie relacjom polsko-czeskim (czechosłowackim) oraz organizacji polskiej służby konsularnej. Zajmuje się także współczesną dyplomacją publiczną, ekonomiczną i kulturalną. Członkini Polskiego Towarzystwa Historycznego oraz Polsko-Czeskiego Towarzystwa Naukowego.

## Monografie
- Czechosłowacja w polskiej polityce zagranicznej w latach 1918–1933, Szczecin: Wydawnictwo Naukowe Uniwersytetu Szczecińskiego, 2004.
- Warszawa – Praga 1948–1968: od nakazanej przyjaźni do kryzysu, Szczecin: Wydawnictwo Naukowe Uniwersytetu Szczecińskiego, 2011.